# Équipe cycliste IAM
L'équipe cycliste IAM est une équipe cycliste suisse qui a existé de 2012 à 2016. Elle appartenait à la société IAM Cycling SA et a été fondée le 19 avril 2012 à hauteur d'un capital de 100 000 CHF. L'équipe est officiellement lancée le 10 décembre 2012 avec une première présentation devant les médias. Elle disparaît à l'issue de la saison 2016.

## Histoire de l'équipe

### 2012: création

Le logo de la saison 2013.

Le projet de création de l'équipe est annoncé en avril 2012, en marge du Tour de Romandie, par la société suisse de gestion de fonds de placement IAM (Independent Asset Management). Il est alors prévu que l'équipe soit totalement financée par cette dernière, pour un budget de plus de six millions de francs suisses, et évolue avec une licence continentale professionnelle. Le directeur de IAM, Michel Thétaz, souhaite qu'elle soit composée de vingt coureurs, dont une moitié de Suisses. IAM Cycling devient alors la seule équipe cycliste professionnelle suisse.

### 2013: première saison
L'équipe est officiellement lancée en janvier 2013. IAM rejoint le Mouvement pour un cyclisme crédible. L'équipe est sélectionnée pour participer à Paris-Nice.

### 2014: deuxième saison
Le 22 août 2013, l'équipe annonce les signatures de Sylvain Chavanel et Jérôme Pineau, deux coureurs de l'équipe Omega Pharma-Quick-Step, Mathias Frank (BMC Racing) et de Roger Kluge de NetApp-Endura pour la saison 2014.
Le début de la saison 2014 est marqué par la mort de Kristof Goddaert le 18 février 2014 : alors qu'il s'entraînait à Anvers, il a chuté et s'est fait écraser par un bus qui le suivait vers 14 h 10 sur la Straatsburgdok. Sa roue avant l'aurait « poignardé » et il est décédé sur le coup.
Au mois de janvier l'équipe reçoit sa première invitation pour participer à un grand tour, le Tour de France et reçoit par la suite une invitation pour le Tour d'Espagne.

### 2015: troisième saison
Il est annoncé le 4 novembre 2014 que l'équipe IAM a obtenu la dernière licence World Tour, faisant de celle-ci la 18e et dernière à l'obtenir.
L'équipe fait un bon début de saison en alignant de bons résultats. L'Italien Matteo Pelucchi remporte le Trofeo Santanyí-Ses Salines-Campos et le Trofeo Playa de Palma-Palma.

### 2016: dernière saison
Le 23 mai 2016, son fondateur Michel Thétaz, faute d'avoir trouvé un co-sponsor, annonce que l'équipe dispute sa dernière saison. L'équipe réalise sa meilleure saison en remportant une étape sur chaque grand tour (4 au total) et la Bretagne Classic.

## Dopage
L'équipe IAM a mis en place plusieurs mesures, dont un système de contrôle externe avec les Hôpitaux universitaires de Genève. Michel Thétaz estime alors qu'il est peu probable que le dopage soit présent dans son équipe.
En mars 2019, Stefan Denifl, membre de l'équipe pendant les quatre saisons de son existence (2013 à 2016), est arrêté dans le cadre de l'opération Aderlass qui est rendue publique lors des championnats du monde de ski nordique 2019. Il avoue à la police autrichienne avoir eu recours au dopage sanguin. En attendant un éventuel appel auprès du Tribunal arbitral du sport, il est suspendu quatre ans par l'UCI, du 5 mars 2019 au 4 mars 2023 et perd tous ses résultats obtenus entre le 1er juin 2014 et le 5 mars 2019. En janvier 2021, Denifl est condamné à 24 mois de prison par le tribunal régional d'Innsbruck pour fraude sportive commerciale grave, dont 16 mois avec sursis, ainsi qu'à une amende de 349.000 euros.
En février 2020, c'est au tour de Pirmin Lang (également membre de l'équipe pendant les quatre saisons de son existence) d'avouer s'être dopé tout au long de sa carrière, notamment via le réseau Aderlass. Suspendu 4 ans dans un premier temps, sa peine est réduite à 18 mois, soit jusqu'au 19 août 2021.

## Palmarès et principaux résultats

### Classiques
| Date       | Course               | Pays   | Classe | Vainqueur        |
| ---------- | -------------------- | ------ | ------ | ---------------- |
| 31/08/2014 | Grand Prix de Plouay | France | WT     | Sylvain Chavanel |
| 28/08/2016 | Bretagne Classic     | France | WT     | Olivier Naesen   |

### Grands tours
- Tour de France
  - 3 participations (2014, 2015, 2016)
  - 1 victoire d'étape :
    - 1 en 2016 : Jarlinson Pantano
- Tour d'Italie
  - 2 participations (2015, 2016)
  - 1 victoire d'étape :
    - 1 en 2016 : Roger Kluge
- Tour d'Espagne
  - 3 participations (2014, 2015, 2016)
  - 2 victoires d'étape :
    - 2 en 2016 : Jonas Van Genechten et Mathias Frank

### Championnats nationaux
- Championnats d'Australie sur route : 1
  - Course en ligne : 2015 (Heinrich Haussler)
- Championnats d'Autriche sur route : 4
  - Contre-la-montre : 2013, 2014 et 2016 (Matthias Brändle)
  - Course en ligne : 2016 (Matthias Brändle)
- Championnats de France sur route : 2
  - Contre-la-montre : 2014 (Sylvain Chavanel) et 2015 (Jérôme Coppel)
- Championnats de Lettonie sur route : 2
  - Course en ligne : 2013 et 2015 (Aleksejs Saramotins)
- Championnats de Suède sur route : 2
  - Contre-la-montre : 2013 et 2015 (Gustav Larsson)
- Championnats de Suisse sur route : 2
  - Course en ligne : 2014 (Martin Elmiger) et 2016 (Jonathan Fumeaux)
- Championnats de France sur piste : 1
  - Poursuite individuelle : 2015 (Sylvain Chavanel)

## Classements UCI
L'équipe participe aux épreuves des circuits continentaux et principalement les courses du calendrier de l'UCI Europe Tour. Le tableau ci-dessous présente les classements de l'équipe sur les circuits, ainsi que son meilleur coureur au classement individuel.
UCI Asia Tour
| Saison | Classement par équipes | Meilleur coureur au classement individuel |
| ------ | ---------------------- | ----------------------------------------- |
| 2013   | 35e                    | Johann Tschopp (114e)                     |
| 2014   | 60e                    | Martin Elmiger (249e)                     |

UCI Europe Tour
| Saison | Classement par équipes | Meilleur coureur au classement individuel |
| ------ | ---------------------- | ----------------------------------------- |
| 2013   | 2e                     | Martin Elmiger (16e)                      |
| 2014   | 5e                     | Sylvain Chavanel (6e)                     |

En 2015 l'équipe IAM intègre l'UCI World Tour.
| Saison | Classement par équipes | Meilleur coureur au classement individuel |
| ------ | ---------------------- | ----------------------------------------- |
| 2015   | 17e                    | Mathias Frank (58e)                       |
| 2016   | 17e                    | Oliver Naesen (23e)                       |

## Effectif en 2016
| Cycliste             | Date de naissance | Nationalité | Équipe 2015                 |  |
| -------------------- | ----------------- | ----------- | --------------------------- |  |
| Marcel Aregger       | 26 août 1990      | Suisse      | IAM                         |  |
| Matthias Brändle     | 7 décembre 1989   | Autriche    | IAM                         |  |
| Clément Chevrier     | 29 juin 1992      | France      | IAM                         |  |
| Stef Clement         | 24 septembre 1982 | Pays-Bas    | IAM                         |  |
| Jérôme Coppel        | 6 août 1986       | France      | IAM                         |  |
| Stefan Denifl        | 20 septembre 1987 | Autriche    | IAM                         |  |
| Dries Devenyns       | 22 juillet 1983   | Belgique    | IAM                         |  |
| Martin Elmiger       | 23 septembre 1978 | Suisse      | IAM                         |  |
| Sondre Holst Enger   | 17 décembre 1993  | Norvège     | IAM                         |  |
| Mathias Frank        | 9 décembre 1986   | Suisse      | IAM                         |  |
| Jonathan Fumeaux     | 7 mars 1988       | Suisse      | IAM                         |  |
| Heinrich Haussler    | 25 février 1984   | Australie   | IAM                         |  |
| Reto Hollenstein     | 22 août 1985      | Suisse      | IAM                         |  |
| Leigh Howard         | 18 octobre 1989   | Australie   | Orica-GreenEDGE             |  |
| Roger Kluge          | 5 février 1986    | Allemagne   | IAM                         |  |
| Vegard Stake Laengen | 7 février 1989    | Norvège     | Joker                       |  |
| Pirmin Lang          | 25 novembre 1984  | Suisse      | IAM                         |  |
| Oliver Naesen        | 16 septembre 1990 | Belgique    | Topsport Vlaanderen-Baloise |  |
| Jarlinson Pantano    | 19 novembre 1988  | Colombie    | IAM                         |  |
| Simon Pellaud        | 6 novembre 1992   | Suisse      | IAM                         |  |
| Matteo Pelucchi      | 21 janvier 1989   | Italie      | IAM                         |  |
| Vicente Reynés       | 30 juillet 1981   | Espagne     | IAM                         |  |
| Aleksejs Saramotins  | 8 avril 1982      | Lettonie    | IAM                         |  |
| David Tanner         | 30 septembre 1984 | Australie   | IAM                         |  |
| Jonas Van Genechten  | 16 septembre 1986 | Belgique    | IAM                         |  |
| Lawrence Warbasse    | 28 juin 1990      | États-Unis  | IAM                         |  |
| Marcel Wyss          | 25 juin 1986      | Suisse      | IAM                         |  |
| Oliver Zaugg         | 9 mai 1981        | Suisse      | Tinkoff-Saxo                |  |

## Saisons précédentes
- IAM en 2013
- IAM en 2014
- IAM en 2015
- IAM en 2016